# Прапор Сілезії
Прапор Сілезії та Нижньої Сілезії — це біколор срібла та золота.

Прапор Нижньосілезького воєводства

Прапор складається з двох горизонтальних смуг. Кольори прапора відносяться до герба Сілезії, тому згідно з правилами геральдики, золото розміщено знизу.
Традиційно прапор Сілезії є також прапором Нижньої Сілезії, тоді як Верхня Сілезія має свій власний прапор.
Кольори використовували разом із гербом провінції Сілезія та гербом провінції Нижня Сілезія.

## У Саксонії
Пункт 4 статті 2 Конституції Вільної держави Саксонія робить прапор Сілезії та Нижньої Сілезії офіційним нарівні з державним прапором Саксонії.